# Centro Mundial de Servicios de las Naciones Unidas
El Centro Mundial de Servicios de las Naciones Unidas, UNGSC por sus siglas en inglés (United Nations Global Service Centre), son las oficinas para el mantenimiento de la paz de las Naciones Unidas. Están localizadas en Bríndisi, Italia, así como en Valencia, España. El papel de estos centros es proporcionar logística, inteligencia geoespacial y tecnología de la información así como el entrenamiento de misiones de mantenimiento de la paz en el mundo.

## Bases
El UNGSC se origina en la llamada Base de Logística de las Naciones Unidas (UNLB), la cual se formó en 1994, y está localizada en Bríndisi, Italia. 
El UNLB se formó debido a que el depósito de almacenamiento anterior del Departamento de Operaciones de Paz(DPKO), el Depósito de Suministro de las Naciones Unidas (UNSD), era demasiado pequeño para manejar el superávit de equipamiento de DPKO .
En 2009, la Base de Apoyo de la ONU en Valencia (UNSBV) se formó en Valencia para asistir con información y telecomunicaciones a misiones de ONU alrededor del mundo. Los trabajos de la base conjuntamente con los de UNLB sirven para aumentar la capacidad de respuesta de la ONU de forma eficiente a crisis de todo el mundo.